# 1-го відділення радгоспу «Масловський»
1-го відділення радгоспу «Масловський» (рос. 1-го отделения совхоза «Масловский») — селище у Новоусманському районі Воронезької області Російської Федерації.
Населення становить 3742 особи (2010). Входить до складу муніципального утворення Микільське сільське поселення.

## Історія
Населений пункт розташований у історичному регіоні Чорнозем'я. Від 1929 року належить до Новоусманського району, спочатку в складі Центрально-Чорноземної області, а від 1934 року — Воронезької області.
Згідно із законом від 15 жовтня 2004 року входить до складу муніципального утворення Микільське сільське поселення.

## Населення
| 2002 | 2008  | 2010  |
| ---- | ----- | ----- |
| 4104 | ↘3496 | ↗3742 |